# Sainte-Hélène-de-Bagot (Quebec)
Sainte-Hélène-de-Bagot é uma municipalidade no sudoeste de Quebec, Canadá, no Condado de Les Maskoutains. 

## Estatísticas
De acordo com o censo canadense de 2001:
- População: 1.521
- % Crescimento (1996-2001): 1,7
- Moradores: 591
- Área (km²): 73,42
- Densidade (pessoas por km²): 20,7

|                     | Norte: Saint-Eugène   |                                     |
| Oeste: Saint-Hughes | Saint-Hélène-de-Bagot | Leste: Saint-Nazaire-d'Acton, Upton |
|                     | Sul: Saint-Liboire    |                                     |